# Francesco Gonzaga (vescovo 1603)

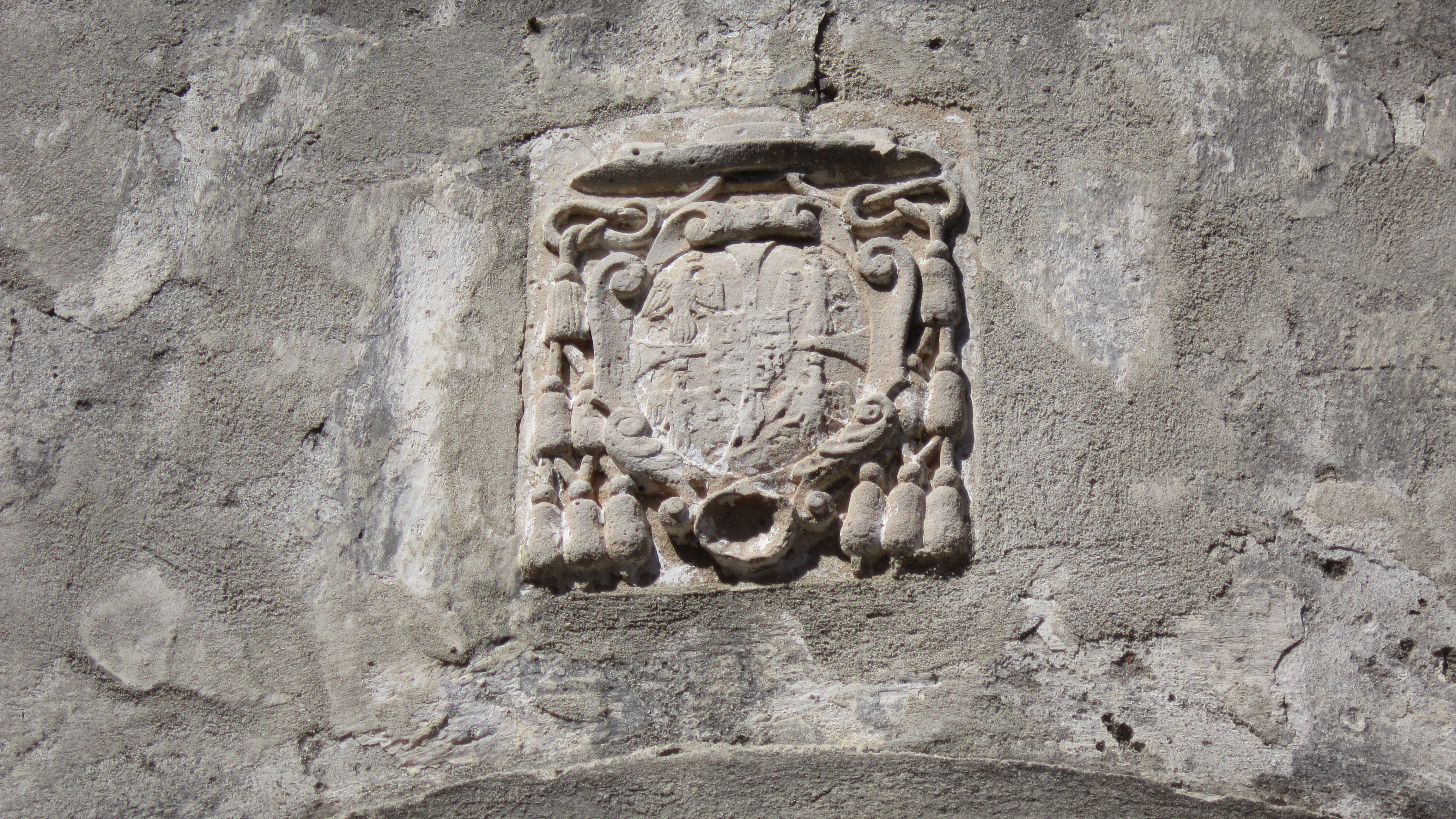
Stemma di Francesco Gonzaga in Cariati

Francesco Gonzaga (Mantova, 21 giugno 1603 – Nola, 18 dicembre 1673) è stato un vescovo cattolico italiano.

## Biografia
Era il figlio naturale del duca di Mantova Vincenzo I Gonzaga, avuto da una relazione con la contessa Agnese Argotta (1570-1612), moglie di Prospero del Carretto, marchese di Grana.
Fu eletto prima vescovo di Cariati e Cerenzia il 21 febbraio 1633 e quindi vescovo di Nola il 17 dicembre 1657. Durante il suo mandato a Cariati, promosse nel 1635 la ristrutturazione della cattedrale e del palazzo vescovile.
Morì a Nola nel 1673 e venne sepolto nella cattedrale.

## Genealogia episcopale
La genealogia episcopale è:
- Cardinale Guillaume d'Estouteville, O.S.B.Clun.
- Papa Sisto IV
- Papa Giulio II
- Cardinale Raffaele Riario
- Papa Leone X
- Papa Paolo III
- Cardinale Francesco Pisani
- Cardinale Alfonso Gesualdo
- Papa Clemente VIII
- Cardinale Pietro Aldobrandini
- Cardinale Laudivio Zacchia
- Cardinale Antonio Barberini, O.F.M.Cap.
- Vescovo Francesco Gonzaga, C.R.

## Stemma
| Immagine | Blasonatura |
| -------- | --- |
| \| \|    | Francesco Gonzaga D'argento, alla croce patente di rosso accantonata da quattro aquile di nero dal volo abbassato; sul tutto, inquartato: nel primo e nel quarto di rosso al leone dalla coda doppia d'argento, armato e lampassato d'oro, coronato e collarinato dello stesso; nel secondo e nel terzo fasciato d'oro e di nero (Gonzaga di Mantova). Lo scudo, accollato a una croce astile patriarcale d'oro, posta in palo, è timbrato da un cappello con cordoni e nappe di verde. Le nappe, in numero di dodici, sono disposte sei per parte, in cinque ordini di 1, 2, 3. |
|          | |

## Ascendenza
|                    |   |                        | Genitori                    |  |  | Nonni |  |  | Bisnonni            |  |  | Trisnonni            |  |
|                    |   |                        |                             |  |  |       |  |  | Federico II Gonzaga |  |  | Francesco II Gonzaga |  |
|                    |   |                        |                             |  |  |       |  |  | Federico II Gonzaga |  |  | Francesco II Gonzaga |  |
|                    |   | Isabella d'Este        |                             |  |  |       |  |  | Federico II Gonzaga |  |  |                      |  |
| Guglielmo Gonzaga  |   |                        |                             |  |  |       |  |  | Federico II Gonzaga |  |  |                      |  |
|                    |   | Margherita Paleologa   | Guglielmo IX del Monferrato |  |  |       |  |  |                     |  |  |                      |  |
|                    |   | Margherita Paleologa   | Guglielmo IX del Monferrato |  |  |       |  |  |                     |  |  |                      |  |
|                    |   | Margherita Paleologa   | Anna d'Alençon              |  |  |       |  |  |                     |  |  |                      |  |
| Vincenzo I Gonzaga |   | Margherita Paleologa   |                             |  |  |       |  |  |                     |  |  |                      |  |
|                    |   | Ferdinando I d'Asburgo | Filippo I di Castiglia      |  |  |       |  |  |                     |  |  |                      |  |
|                    |   | Ferdinando I d'Asburgo | Filippo I di Castiglia      |  |  |       |  |  |                     |  |  |                      |  |
|                    |   | Ferdinando I d'Asburgo | Giovanna di Castiglia       |  |  |       |  |  |                     |  |  |                      |  |
| Eleonora d'Austria |   | Ferdinando I d'Asburgo |                             |  |  |       |  |  |                     |  |  |                      |  |
|                    |   | Anna Jagellone         | Ladislao II di Boemia       |  |  |       |  |  |                     |  |  |                      |  |
|                    |   | Anna Jagellone         | Ladislao II di Boemia       |  |  |       |  |  |                     |  |  |                      |  |
|                    |   | Anna Jagellone         | Anna di Foix-Candale        |  |  |       |  |  |                     |  |  |                      |  |
| Francesco Gonzaga  |   | Anna Jagellone         |                             |  |  |       |  |  |                     |  |  |                      |  |
|                    | … | …                      |                             |  |  |       |  |  |                     |  |  |                      |  |
|                    | … | …                      |                             |  |  |       |  |  |                     |  |  |                      |  |
|                    | … | …                      |                             |  |  |       |  |  |                     |  |  |                      |  |
| Ferrante Argotta   | … |                        |                             |  |  |       |  |  |                     |  |  |                      |  |
|                    |   | …                      | …                           |  |  |       |  |  |                     |  |  |                      |  |
|                    |   | …                      | …                           |  |  |       |  |  |                     |  |  |                      |  |
|                    |   | …                      | …                           |  |  |       |  |  |                     |  |  |                      |  |
| Agnese Argotta     |   | …                      |                             |  |  |       |  |  |                     |  |  |                      |  |
|                    |   | …                      | …                           |  |  |       |  |  |                     |  |  |                      |  |
|                    |   | …                      | …                           |  |  |       |  |  |                     |  |  |                      |  |
|                    |   | …                      | …                           |  |  |       |  |  |                     |  |  |                      |  |
| …                  |   | …                      |                             |  |  |       |  |  |                     |  |  |                      |  |
|                    |   | …                      | …                           |  |  |       |  |  |                     |  |  |                      |  |
|                    |   | …                      | …                           |  |  |       |  |  |                     |  |  |                      |  |
|                    |   | …                      | …                           |  |  |       |  |  |                     |  |  |                      |  |
|                    |   | …                      |                             |  |  |       |  |  |                     |  |  |                      |  |